# Catedrala Sfântul Nicolae din Gyula
Catedrala Ortodoxă Românească „Sfântul Ierarh Nicolae”, din orașul Gyula, Ungaria, este un monument istoric și de arhitectură, care începând din anul 1999, de la hirotonia și întronizarea în ea a Preasfințitului Părinte Episcop Sofronie Drincec, ca Episcop al credincioșilor ortodocși români din Ungaria, a devenit Catedrala Episcopiei Ortodoxe Române din Ungaria.
Lăcașul propriu zis a fost construit între anii 1802-1824, pe locul unei biserici ortodoxe românești mai vechi, din zid, iar turnul ei a fost adăugat în 1854.